# Coppa Italia 1992-1993 (fase finale)

Il portiere romanista Giovanni Cervone (in primo piano) para il calcio di rigore dell'attaccante milanista Jean-Pierre Papin (sullo sfondo) nella semifinale di ritorno del 30 marzo 1993 a San Siro

Questa voce raccoglie un approfondimento sulle gare della fase finale dell'edizione 1992-1993 della Coppa Italia di calcio.

## Ottavi di finale

### Andata
| Arbitro: | Bettin (Padova) |

|                            |           |  |
| Papin 25’, 26’ Lentini 63’ | Marcatori |  |

| Foggia 6 ottobre 1992, ore 20:30 CET Ottavi di finale - Andata | Foggia            | 0 – 0 referto | Inter | Stadio Pino Zaccheria\| Arbitro: \| Mughetti (Cesena) \| |
| Arbitro:                                                       | Mughetti (Cesena) |               |       |                                                          |

| Arbitro: | Trentalange (Torino) |

|                                        |           |                           |
| Carnevale 14’, 52’ Mihajlovic 46’, 50’ | Marcatori | 79’, 82’ (rig.) Effenberg |

| Arbitro: | Rosica (Roma) |

|                        |           |            |
| Careca 53’ Fonseca 82’ | Marcatori | 57’ Lunini |

| Arbitro: | Quartuccio (Torre Annunziata) |

|                 |           |           |
| Capocchiano 55’ | Marcatori | 15’ Scifo |

| Arbitro: | Chiesa (Milano) |

|                 |           |             |
| Lantignotti 45’ | Marcatori | 27’ Signori |

| Arbitro: | Boggi (Salerno) |

|              |           |  |
| Asprilla 35’ | Marcatori |  |

| Arbitro: | Nicchi (Arezzo) |

|            |           |  |
| Möller 10’ | Marcatori |  |

### Ritorno
| Cagliari 28 ottobre 1992, ore 20:30 CET Ottavi di finale - Ritorno | Cagliari           | 0 – 0 referto | Milan | Stadio Sant'Elia (10 000 spett.)\| Arbitro: \| Rodomonti (Teramo) \| |
| Arbitro:                                                           | Rodomonti (Teramo) |               |       |                                                                      |

| Arbitro: | Pezzella (Frattamaggiore) |

|                       |           |  |
| Sosa 38’ Desideri 49’ | Marcatori |  |

| Arbitro: | Pairetto (Nichelino) |

|               |           |                |
| Batistuta 84’ | Marcatori | 69’ Rizzitelli |

| Arbitro: | Felicani (Bologna) |

|  |           |                                                     |
|  | Marcatori | 12’ Francini 17’, 34’ Policano 31’ (rig.), 46’ Zola |

| Arbitro: | Fabricatore (Roma) |

|                     |           |  |
| Rizzardi 75’ (aut.) | Marcatori |  |

| Arbitro: | Bazzoli (Merano) |

|                                   |           |                   |
| Riedle 36’ Winter 69’ Signori 88’ | Marcatori | 90’ (rig.) Hubner |

| Arbitro: | Baldas (Trieste) |

|             |           |             |
| Bonaldi 25’ | Marcatori | 81’ Minotti |

| Arbitro: | Beschin (Legnago) |

|                                         |           |                                         |
| Bortolazzi 26’ Skuhravý 81’ Panucci 85’ | Marcatori | 5’, 90’ Baggio 29’ Möller 47’ Casiraghi |

## Quarti di finale

### Andata
| Milano 27 gennaio 1993, ore 20:30 CET Quarti di finale - Andata | Milan             | 0 – 0 referto | Inter | Stadio Giuseppe Meazza (63 653 spett.)\| Arbitro: \| Beschin (Legnago) \| |
| Arbitro:                                                        | Beschin (Legnago) |               |       |                                                                           |

| Napoli 27 gennaio 1993, ore 20:30 CET Quarti di finale - Andata | Napoli         | 0 – 0 referto | Roma | Stadio San Paolo\| Arbitro: \| Luci (Firenze) \| |
| Arbitro:                                                        | Luci (Firenze) |               |      |                                                  |

| Arbitro: | Sguizzato (Verona) |

|                            |           |                    |
| Neri 5’ Signori 34’ (rig.) | Marcatori | 45’ Fusi 88’ Scifo |

| Arbitro: | Stafoggia (Pesaro) |

|                 |           |            |
| Vialli 78’, 84’ | Marcatori | 80’ Brolin |

### Ritorno
| Arbitro: | Baldas (Trieste) |

|  |           |                          |
|  | Marcatori | 5’, 12’ Papin 35’ Gullit |

| Arbitro: | Collina (Bologna) |

|                                  |           |  |
| Carnevale 10’ Hässler 76’ (rig.) | Marcatori |  |

| Arbitro: | Amendolia (Messina) |

|                                             |           |                        |
| Luzardi 45’ (aut.) Casagrande 62’ Sordo 76’ | Marcatori | 86’ Signori 87’ Winter |

| Arbitro: | Ceccarini (Livorno) |

|                   |           |            |
| Brolin 36’ (rig.) | Marcatori | 62’ Möller |

## Semifinali

### Andata
| Arbitro: | Pairetto (Nichelino) |

|                        |           |  |
| Muzzi 12’ Caniggia 90’ | Marcatori |  |

| Arbitro: | Nicchi (Arezzo) |

|           |           |                   |
| Poggi 79’ | Marcatori | 49’ (rig.) Baggio |

### Ritorno
| Arbitro: | Pezzella (Frattamaggiore) |

|            |           |  |
| Eranio 37’ | Marcatori |  |

| Arbitro: | Sguizzato (Verona) |

|                                     |           |                        |
| Marchegiani 4’ (aut.) Ravanelli 62’ | Marcatori | 52’ Poggi 63’ Aguilera |

## Finali

### Andata
| Arbitro: | Amendolia (Messina) |

|                                             |           |  |
| Benedetti 17’ (aut.) Cois 53’ Fortunato 78’ | Marcatori |  |

| Torino | Roma |

| Torino             |    |                         |  |     |
|                    |    |                         |  |     |
| P                  | 1  | Luca Marchegiani        |  |     |
| D                  | 2  | Pasquale Bruno          |  |     |
| D                  | 3  | Roberto Mussi           |  |     |
| D                  | 4  | Daniele Fortunato       |  |     |
| D                  | 5  | Enrico Annoni           |  | 46' |
| C                  | 6  | Luca Fusi               |  |     |
| C                  | 7  | Gianluca Sordo          |  | 77' |
| C                  | 8  | Giorgio Venturin        |  |     |
| A                  | 9  | Carlos Alberto Aguilera |  |     |
| C                  | 10 | Vincenzo Scifo          |  |     |
| A                  | 11 | Andrea Silenzi          |  |     |
| Sostituzioni:      |    |                         |  |     |
| C                  |    | Sandro Cois             |  | 46' |
| D                  |    | Raffaele Sergio         |  | 77' |
| Allenatore:        |    |                         |  |     |
| Emiliano Mondonico |    |                         |  |     |

| Roma                                                |    |                     |  |     |
|                                                     |    |                     |  |     |
| P                                                   | 1  | Patrizio Fimiani    |  |     |
| D                                                   | 2  | Luigi Garzya        |  |     |
| D                                                   | 3  | Fabio Petruzzi      |  | 46' |
| D                                                   | 4  | Walter Bonacina     |  |     |
| D                                                   | 5  | Silvano Benedetti   |  |     |
| C                                                   | 6  | Aldair              |  | 64' |
| C                                                   | 7  | Siniša Mihajlović   |  |     |
| C                                                   | 8  | Thomas Häßler       |  |     |
| A                                                   | 9  | Giovanni Piacentini |  |     |
| A                                                   | 10 | Giuseppe Giannini   |  |     |
| A                                                   | 11 | Ruggero Rizzitelli  |  |     |
| Sostituzioni:                                       |    |                     |  |     |
| A                                                   |    | Roberto Muzzi       |  | 46' |
| D                                                   |    | Antonio Comi        |  | 64' |
| Allenatore:                                         |    |                     |  |     |
| Narciso Pezzotti Vujadin Boškov (Direttore Tecnico) |    |                     |  |     |

### Ritorno
| Arbitro: | Sguizzato (Verona) |

|                                                                           |           |                  |
| Giannini 22’ (rig.), 49’ (rig.), 55’ (rig.) Rizzitelli 47’ Mihajlović 65’ | Marcatori | 45’, 53’ Silenzi |

| Roma | Torino |

| Roma                                                |    |                     |  |     |
|                                                     |    |                     |  |     |
| P                                                   | 1  | Patrizio Fimiani    |  |     |
| D                                                   | 2  | Luigi Garzya        |  |     |
| D                                                   | 3  | Giovanni Piacentini |  | 90' |
| D                                                   | 4  | Walter Bonacina     |  | 89' |
| D                                                   | 5  | Silvano Benedetti   |  |     |
| C                                                   | 6  | Antonio Comi        |  |     |
| C                                                   | 7  | Siniša Mihajlović   |  |     |
| C                                                   | 8  | Thomas Häßler       |  |     |
| A                                                   | 9  | Andrea Carnevale    |  |     |
| C                                                   | 10 | Giuseppe Giannini   |  |     |
| A                                                   | 11 | Ruggero Rizzitelli  |  |     |
| Sostituzioni:                                       |    |                     |  |     |
| A                                                   |    | Roberto Muzzi       |  | 89' |
| C                                                   |    | Fausto Salsano      |  | 90' |
| Allenatore:                                         |    |                     |  |     |
| Narciso Pezzotti Vujadin Boškov (Direttore Tecnico) |    |                     |  |     |

| Torino             |    |                         |  |     |
|                    |    |                         |  |     |
| P                  | 1  | Luca Marchegiani        |  |     |
| D                  | 2  | Pasquale Bruno          |  |     |
| D                  | 3  | Roberto Mussi           |  |     |
| D                  | 4  | Daniele Fortunato       |  |     |
| D                  | 5  | Sandro Cois             |  |     |
| C                  | 6  | Luca Fusi               |  |     |
| C                  | 7  | Gianluca Sordo          |  | 89' |
| C                  | 8  | Giorgio Venturin        |  |     |
| A                  | 9  | Carlos Alberto Aguilera |  | 77' |
| A                  | 10 | Vincenzo Scifo          |  |     |
| A                  | 11 | Andrea Silenzi          |  |     |
| Sostituzioni:      |    |                         |  |     |
| A                  |    | Walter Casagrande       |  | 77' |
| D                  |    | Giulio Falcone          |  | 89' |
| Allenatore:        |    |                         |  |     |
| Emiliano Mondonico |    |                         |  |     |